# Phyllolabis lindneri
Phyllolabis lindneri là một loài ruồi trong họ Limoniidae. Chúng phân bố ở miền Cổ bắc.